# John G. Downey
John Gately Downey (24 juin 1827 - 1er mars 1894) est le 7e gouverneur de Californie de 1860 à 1862. Jusqu'à l'élection d'Arnold Schwarzenegger, il est le seul gouverneur de Californie à être né à l'étranger.

## Biographie

### Jeunesse et début en politique
Downey est né à Taughmaconnell dans le Comté de Roscommon en Irlande. Il immigre en 1842 aux États-Unis en raison de la famine qui fait alors rage et s'installe dans le Comté de Charles (Maryland). Des difficultés financières le contraignent à arrêter ses études et il effectue un apprentissage d'apothicaire jusqu'en 1848. 
Downey s'installe alors à Cincinnati comme pharmacien. Lors du déclenchement de la ruée vers l'or, il part vers l'ouest. Mais sa route le conduit à Vicksburg (Mississippi), à La Havane (Cuba) et à La Nouvelle-Orléans. On ne connaît pas les raisons qui poussent Downey à adopter une telle route, mais il arrive finalement en Californie en 1849 où il trouve un emploi dans une pharmacie de San Francisco. Il s'installe ensuite à Los Angeles où il devient un homme d'affaires prospère en intervenant comme agent immobilier et en s'impliquant dans l'élevage.
En 1856-57, Downey, membre esclavagiste du parti démocrate, est élu membre de l'assemblée de l'État de Californie avant de devenir lieutenant-gouverneur de Californie en 1859.

### Gouverneur de Californie
Désigné par la législature de l'État de Californie comme sénateur en lieu et place de David C. Broderick, tué au cours d'un duel, le gouverneur nouvellement élu, Milton Latham, démissionne après 5 jours de mandat. Downey lui succède et devient le 7e gouverneur de Californie.
Au cours de son mandat, la législature de l'État de Californie adopte le « Bulkhead Bill ». Cette loi vise à remettre le front de mer de San Francisco entre les mains d'intérêts privés. Si la loi est soutenue par les plus riches membres de la ville, elle suscite une forte opposition parmi les commerçants locaux. Dans un geste qui surprend les plus aisés de ses partisans, Downey met son veto.
Lors du déclenchement de la guerre de Sécession, Downey apporte un soutien assez vague à l'Union. Concentré sur les primaires démocrates, il échoue à obtenir sa nomination, ce qui met fin à sa carrière politique.